# Acquasanta (La Spezia)
L'Acquasanta è una località del Comune della Spezia.

## Storia
È il primo abitato che si incontra sulla strada che porta dal capoluogo spezzino a Portovenere, lungo la strada voluta da Napoleone Bonaparte, al fine di congiungere una serie di batterie militari in quel tratto di costa del Golfo della Spezia.

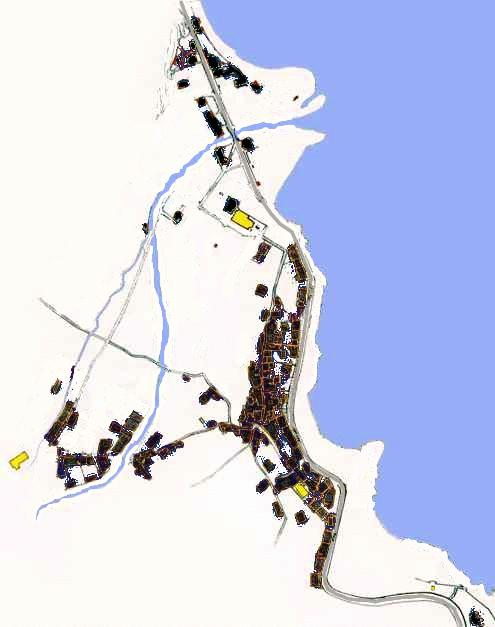
I borghi di San Vito, dell'Acquasanta e di Marola prima della costruzione dell'Arsenale

Era sede, insieme alla vicina Marola di un insediamento romano, i cui reperti sono conservati al Museo del Castello. 
La vita del paese è stata segnata dalla costruzione dell'Arsenale Militare nella seconda metà del XIX secolo. Il paese era originariamente di poco all'interno, lungo il Torrente Caporacca, alla cui foce sorgeva il paese di San Vito. Quest'ultimo, insieme all'omonima chiesa, fu demolito per far posto alle vasche dell'Arsenale ed il litorale modificato rendendo l'Acquasanta un paese costiero, se non fosse per la zona militare.

## Oggi
A tutt'oggi l'intera costa dell'Acquasanta (come l'intero litorale occidentale del Golfo della Spezia tra La Spezia e Cadimare) appartiene all'Arsenale; il muro che lo costeggia lo divide dal mare. Si discute sulla futura destinazione d'uso delle aree sottratte al paese che la Marina non utilizza più. Gli abitanti ritengono debbano essere restituite all'uso pubblico.